# 尚美学園短期大学
尚美学園短期大学（しょうびがくえんたんきだいがく、英語: Shobi Junior College）は、埼玉県川越市下松原655番地に本部を置いていた日本の私立大学である。1981年に設置され、2001年に廃止された。大学の略称は尚美、尚美短大。

## 概要

### 大学全体
- 埼玉県川越市に所在した日本の私立短期大学で、設置主体は学校法人尚美学園[1]。
- 1981年に尚美音楽短期大学として開学。その後は、4学科体制かつ1学年800名と全国でも至って規模の大きい短期大学となっていた。
- 1999年度の入学生を最後に[注釈 3]、2001年に短期大学としての使命を終える

### 教育および研究
- 主として音楽をベースとした専門教育が行われ、音楽情報学科や音楽ビジネス学科という全国の短期大学ではユニークな学科もあった。情報コミュニケーション学科では、マスコミュニケーションに関する内容の教育が行われていた。

## 沿革
- 1926年
  - 音楽家である赤松直による、私塾「尚美音楽院」が東京に開設される[注 1]。
- 1981年
  - 1月16日 左記を以て文部省[注 2]より短期大学の設置が認可される[3]。
    - 音楽学科
      - 器楽専攻 入学定員50名[注釈 4]
      - 声楽専攻 入学定員80名[注釈 4]
      - 作曲専攻 入学定員30名[注釈 4]

    - 音楽情報学科 入学定員10名[注釈 4]
- 1986年
  - 4月1日 以下の学科を増設し、尚美学園短期大学と改称[注 3]。
    - 音楽ビジネス学科[注 4] 入学定員50名[注 5]。

  - 同 以下、入学定員増あり[注 6]。
    - 音楽学科器楽専攻 80→160
    - 音楽情報学科 50→80
- 1989年
  - 4月1日 以下、入学定員増あり[注 7]。
    - 音楽情報学科 80→130
    - 音楽ビジネス学科 50→100
- 1990年
  - 4月1日 以下の学科を増設する[14]。
    - 情報コミュニケーション学科 入学定員100名[注 8]
- 1991年
  - 4月1日 以下、入学定員増あり[注 9]
    - 音楽情報学科 130→200
    - 音楽ビジネス学科 100→200
    - 情報コミュニケーション学科 100→200
- 1999年
  - 4月1日 この年度で短期大学としての学生募集が最後となる[注釈 3]。
- 2001年
  - 5月29日 左記をもって正式に廃止となる[19]。

## 基礎データ

### 所在地

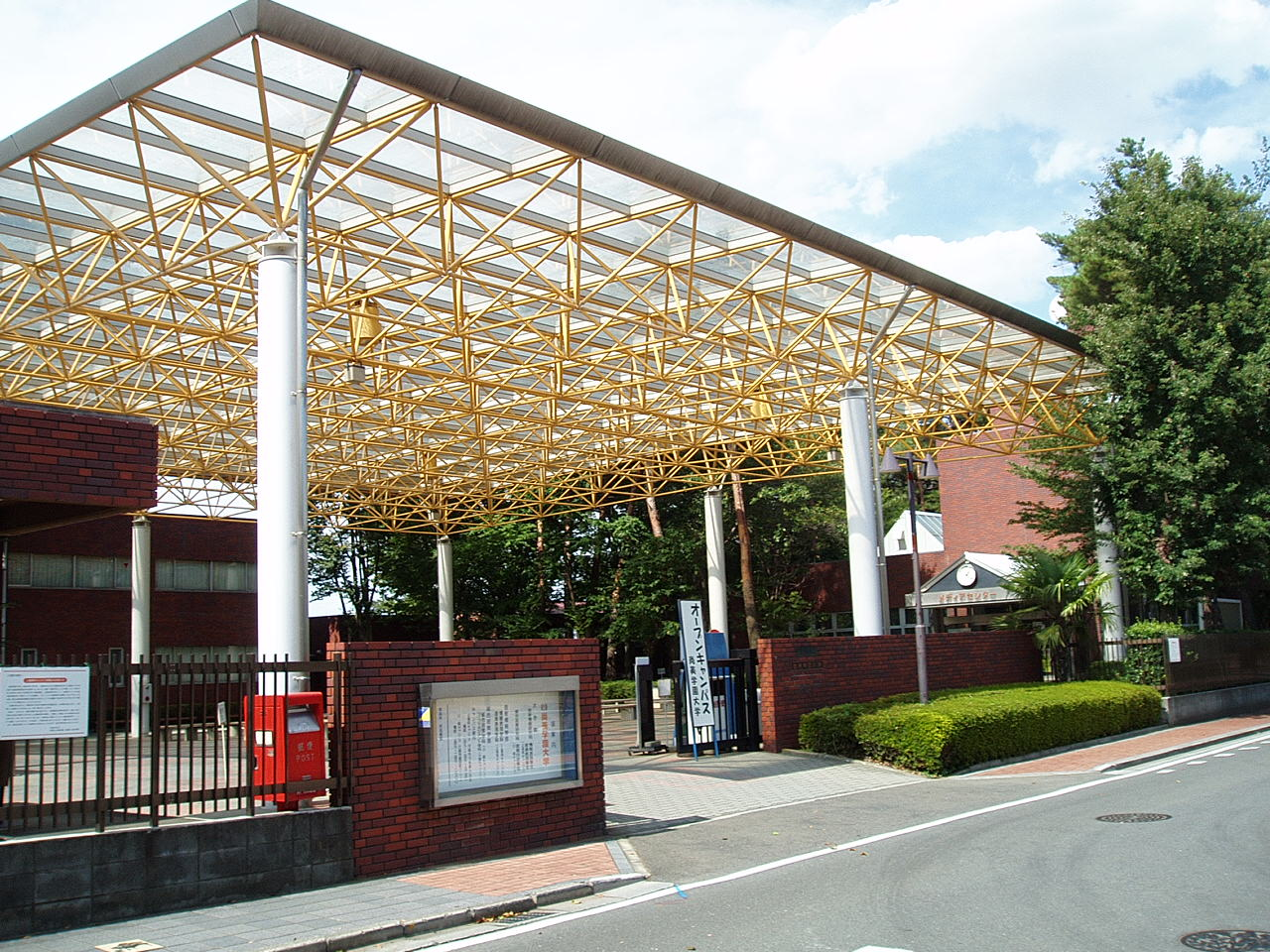
跡地、尚美学園大学上福岡キャンパス正門（2012年9月撮影）。
キャンパスは2013年廃止。現在住宅地となっている。

- 埼玉県川越市下松原655番地[注釈 1]

### 象徴
- 尚美学園短期大学のカレッジマークは右記資料を参照のこと[20]。
- スクールカラーはオレンジ色である。

### 年度別学生数
- 学生数はその該当年度の5月1日時点でのデータである。

| -        | 音楽学科    | 音楽情報学科 | 音楽ビジネス学科 | 情報コミュニケーション学科 | 出典      |
| -------- | ----------- | ------------ | ---------------- | -------------------------- | --------- |
| 入学定員 | 200         | 200          | 200              | 200                        | -         |
| 総定員   | 400         | 400          | 400              | 400                        | -         |
| 1981年   | 男33 女121  | 男19 女46    | -                | -                          | [ 21 ]    |
| 1982年   | 男56 女246  | 男26 女96    | -                | -                          | [ 22 ]    |
| 1983年   | 男37 女253  | 男18 女92    | -                | -                          | [ 23 ]    |
| 1984年   | 男49 女257  | 男17 女90    | -                | -                          | [ 24 ]    |
| 1985年   | 男60 女273  | 男18 女106   | -                | -                          | [ 25 ]    |
| 1986年   | 男93 女389  | 男33 女153   | 男13 女55        | -                          | [ 26 ]    |
| 1987年   | 男106 女470 | 男35 女191   | 男17 115         | -                          | [ 27 ]    |
| 1988年   | 男92 女420  | 男30 女175   | 男10 女120       | -                          | [ 28 ]    |
| 1989年   | 男72 女382  | 男35 女201   | 男20 女148       | -                          | [ 29 ]    |
| 1990年   | 男70 女373  | 男40 女250   | 男22 女198       | 男12 女95                  | [ 30 ]    |
| 1991年   | 男71 女378  | 男51 女315   | 男20 女319       | 男12 女201                 | [ 31 ]    |
| 1992年   | 男70 女424  | 男59 女371   | 男24 女398       | 男5 女287                  | [ 注 10 ] |
| 1993年   | 男68 女445  | 男61 女379   | 男26 女398       | 男14 女385                 | [ 34 ]    |
| 1994年   | 男73 女444  | 男69 女388   | 男33 女407       | 男19 女405                 | [ 35 ]    |
| 1995年   | 男61 女402  | 男52 女383   | 男21 女410       | 男29 女384                 | [ 36 ]    |
| 1996年   | 男65 女357  | 男50 女384   | 男23 女397       | 男51 女347                 | [ 37 ]    |
| 1997年   | 男65 女365  | 男71 女378   | 男44 女396       | 男84 女339                 | [ 38 ]    |
| 1998年   | 男76 女382  | 男92 女373   | 男44 女404       | 男94 女365                 | [ 39 ]    |
| 1999年   | 男88 女356  | 男92 女371   | 男40 女431       | 男89 女369                 | [ 40 ]    |

## 教育および研究

### 組織

#### 学科
- 音楽学科
  - 器楽専攻 入学定員160名[注釈 5]
  - 声楽専攻 入学定員30名[注釈 5]
  - 作曲専攻 入学定員10名[注釈 5]
- 音楽情報学科 入学定員200名[注釈 5]
- 音楽ビジネス学科 入学定員200名[注釈 5]
- 情報コミュニケーション学科 入学定員200名[注釈 5]

#### 専攻科
- なし

#### 別科
- なし

#### 取得資格について
- 中学校教諭二種免許状（音楽）:音楽学科[43]。

### 研究
- 『尚美学園短期大学研究紀要[注釈 2]

## 大学関係者と組織

### 大学関係者組織
- 尚美学園短期大学同窓会

### 大学関係者一覧

#### 出身者
- 漆戸啓（カズン）
- 角川慶子（旧名Kei-Tee、歌手・フリーライター） - 中退
- 金谷マサヨシ（俳優）
- 為岡そのみ (シンガーソングライター)
- 新井桜奈 (構成作家、セラピスト)
- 広澤虎康（浪曲師）
- 大熊謙一（作曲家） - 中退
- 岩垂徳行（作曲家）
- 卒業生は、尚美学園短期大学同窓会として活動中。

## 施設

### 寮
- 尚美学園短期大学には「川越寮」と呼ばれる学生寮があった。

## 対外関係

### 系列校
- 専門学校東京ミュージック&メディアアーツ尚美

## 卒業後の進路について

### 就職について
- ヤマハ・ビクターエンタテインメント・東芝EMI・ソニー・ミュージックエンタテインメント・日本テレビ放送網・日本テレビビデオ・NTV映像センター・ヌーベルバーグ・スター照明・TBSテレビ・東放制作・テレコム・サウンズ・フジテレビジョン・八峯テレビ・バンエイト・ビックショット・サウンドマン・テレビ朝日・テイクシステムズ・ＡＳＣＩＩ・テレビ東京・テクノマックス・アクトファースト・クロステレビ・共立照明・タムコ・テレテック・文化工房・千代田ビデオ・泉放送制作・麻布プラザ・若尾綜合舞台・東京ビデオセンターなどが実績一例としてあげられる[45]。